# Thamnophilus ambiguus
Thamnophilus ambiguus là một loài chim trong họ Thamnophilidae.